# أمانة السر
أمانة السر، وتعرف بالأمانة والكتابة (أو السكرتارية)، هي الجهاز الإداري المتخصص في أداء الأعمال المكتبية مثل اعداد المكاتبات والمراسلات والتقارير والحفظ والأرشفة بالإضافة إلى تنظيم الاجتماعات واعداد رحلات العمل واستقبال الزوار والاستقبال والتوجية وغيره
وهي بذلك تساعد كثيرا في زيادة فاعلية الإدارة وقد يشغل السكرتير منصبا أعلى كأن يكون مدير مكتب.

## الصفات الواجب توفرها في السكرتير
1. الثقافة، الإلمام بالأمور العامة والأجتماعية.
2. إجادة اللغة، منها لغة البلد وكذلك اللغة الإنجليزية.
3. التنظيم، الإلمام بالنظم الإدارية.
4. العلاقات، مرونة في تكوين العلاقات الشخصية والعملية.
5. الأخلاق.
6. اللباقة والاحترام.
7. احترام مواعيد العمل
8. البديهة وسرعة الانتباه.

## أنواع الأمانة
1. الأمانة العامة قسم، مراقبة، إدارة).
2. الأمانة الخاصة (سكرتير مدير، سكرتير عميد).
3. الأمانة المتخصصة (أمانة طبية، أمانة قانونية.إلخ)